# Kang Chang-il (homme politique)
Pour les articles homonymes, voir Kang Chang-il.
Kang Chang-il, né le 28 janvier 1952, est un homme politique sud-coréen.
Membre du parti Minju, il est élu à l'Assemblée Nationale de Corée du Sud lors des élections législatives sud-coréennes de 2016.